# Carlo Maria Polvani
Carlo Maria Polvani (ur. 28 lipca 1965 w Mediolanie) – włoski duchowny katolicki, sekretarz Dykasterii Kultury i Edukacji, arcybiskup od 2025 .

## Życiorys
14 lutego 1998 otrzymał święcenia kapłańskie. W 1998 rozpoczął przygotowanie do służby dyplomatycznej na Papieskiej Akademii Kościelnej. W 1999 rozpoczął pracę w nuncjaturze apostolskiej w Meksyku. Od 2001 był pracownikiem Sekretariatu Stanu.
26 lipca 2019 papież Franciszek ustanowił go podsekretarzem pomocniczym Papieskiej Rady ds. Kultury (po wejściu w życie reformy Kurii Rzymskiej – Dykasterii Kultury i Edukacji).
12 stycznia 2025 papież Franciszek mianował go sekretarzem Dykasterii Kultury i Edukacji, podnosząc go do godności arcybiskupa ad personam z diecezją tytularną Regiae. Sakry udzielił mu 14 lutego 2025 w Kościele św. Damazego w  Rzymie kardynał José Tolentino Mendonça, prefekt Dykasterii ds. Kultury i Edukacji. 